# Чиченго (Алесандрија)
Чиченго је насеље у Италији у округу Алесандрија, региону Пијемонт.
Према процени из 2011. у насељу је живело 121 становника. Насеље се налази на надморској висини од 247 м.